# تدرج سوينهو
تدرج سوينهو (نسبةَ إلى عالم الأحياء البريطاني روبرت سوينهو) أو تدرج أزرق تايواني (الاسم العلمي Lophura swinhoii)، طائر من الدجاجيات وفصيلة التدرجية ويتبع جنس ترار. موطنه تايوان.